# رباط ویرانی
رباط ویرانی مربوط به دوره تیموریان - دوره صفوی است و در شهرستان شاندیز، روستای ویرانی واقع شده و این اثر در تاریخ ۲۷ دی ۱۳۷۷ با شمارهٔ ثبت ۲۲۶۱ به‌عنوان یکی از آثار ملی ایران به ثبت رسیده‌است.
رباط کاروانسرای ویرانی در راه تابستانی مواصلاتی نیشابور به توس واقع و از نوع رباط‌های سرپوشیده و فاقد حیاط مرکزی می‌باشد. این بنا دارای نه غرفه با طاق‌های جناقی است که هشت غرفه به شکل قرینه روبرو و یک غرفه در انتهای بنا قرار گرفته‌است. در موزه مردم‌شناسی رباط ویرانی از مشاغل و حرف سنتی استان خراسان رضوی و به ویژه مشهد مقدس به نمایش گذارده شده و می‌توان آن را نخستین موزه مردم‌شناسی کشور و اولین موزه تخصصی مشاغل و حرف سنتی در خراسان به‌شمار آورد.